# Uttertjärnen (Los socken, Hälsingland, 684185-146703)
Uttertjärnen är en sjö i Ljusdals kommun i Hälsingland och ingår i Ljusnans huvudavrinningsområde.